# Ceraia eboracensis
Ceraia eboracensis é uma espécie de orquídea de flores pequenas que duram muito pouco, mas florescem diversas vezes ao ano, nativa do Arquipélago de Bismarck.